# Земби
Земби (пол. Zięby, нім. Finken) — село в Польщі, у гміні Гурово-Ілавецьке Бартошицького повіту Вармінсько-Мазурського воєводства.
Населення — 70 осіб (2011).

## Демографія
Демографічна структура станом на 31 березня 2011 року:
|          | Загалом | Допрацездатний вік | Працездатний вік | Постпрацездатний вік |
| -------- | ------- | ------------------ | ---------------- | -------------------- |
| Чоловіки | 39      | 11                 | 23               | 5                    |
| Жінки    | 31      | 5                  | 17               | 9                    |
| Разом    | 70      | 16                 | 40               | 14                   |